# Costularia chamaedendron
Costularia chamaedendron är en halvgräsart som först beskrevs av André Guillaumin, och fick sitt nu gällande namn av Georg Kükenthal. Costularia chamaedendron ingår i släktet Costularia, och familjen halvgräs. Inga underarter finns listade i Catalogue of Life.